# Presidente da Albânia
O Presidente da Albânia (em albanês Presidenti i Shqipërisë) é o chefe de Estado da nação albanesa e Comandante-em-chefe das forças armadas do país. O presidente é eleito por voto secreto e sem debate pelo Parlamento da Albânia por uma maioria de três quintos de todos os seus membros e é eleito por cinco anos, podendo ser reeleito por uma única vez. O presidente eleito deve prestar juramento de posse perante os membros do Parlamento da Albânia. O atual titular do cargo é Bajram Begaj, que assumiu o cargo em 24 de julho de 2022.

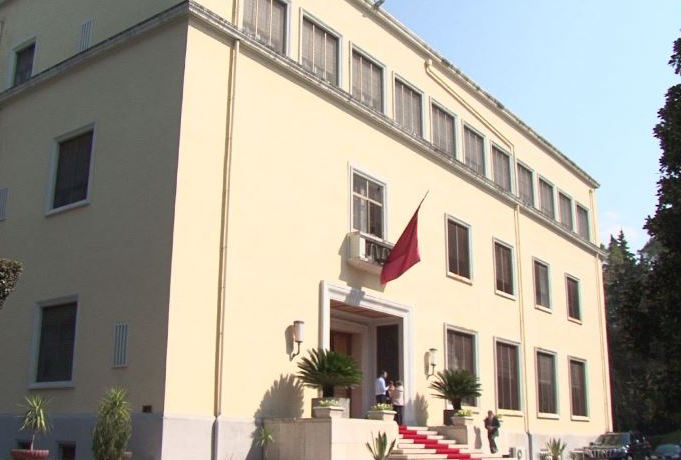
Fachada do Palácio Presidencial, também conhecido como Palácio das Brigadas na capital, Tirana, residência oficial do presidente.

A Albânia teve dois momentos de regime presidencialista em sua história, o primeiro entre 1925 e 1928, conhecido como República Albanesa e o atual, que iniciou em 1991, que teve Ramiz Alia como primeiro presidente. Entre os períodos presidencialistas, o país foi um período monárquico (1928-1939), protetorado italiano (1939-1943), um estado fantoche da Alemanha Nazista e por fim uma república unipartidária socialista, controlada pelo Partido Trabalhista Albanês.

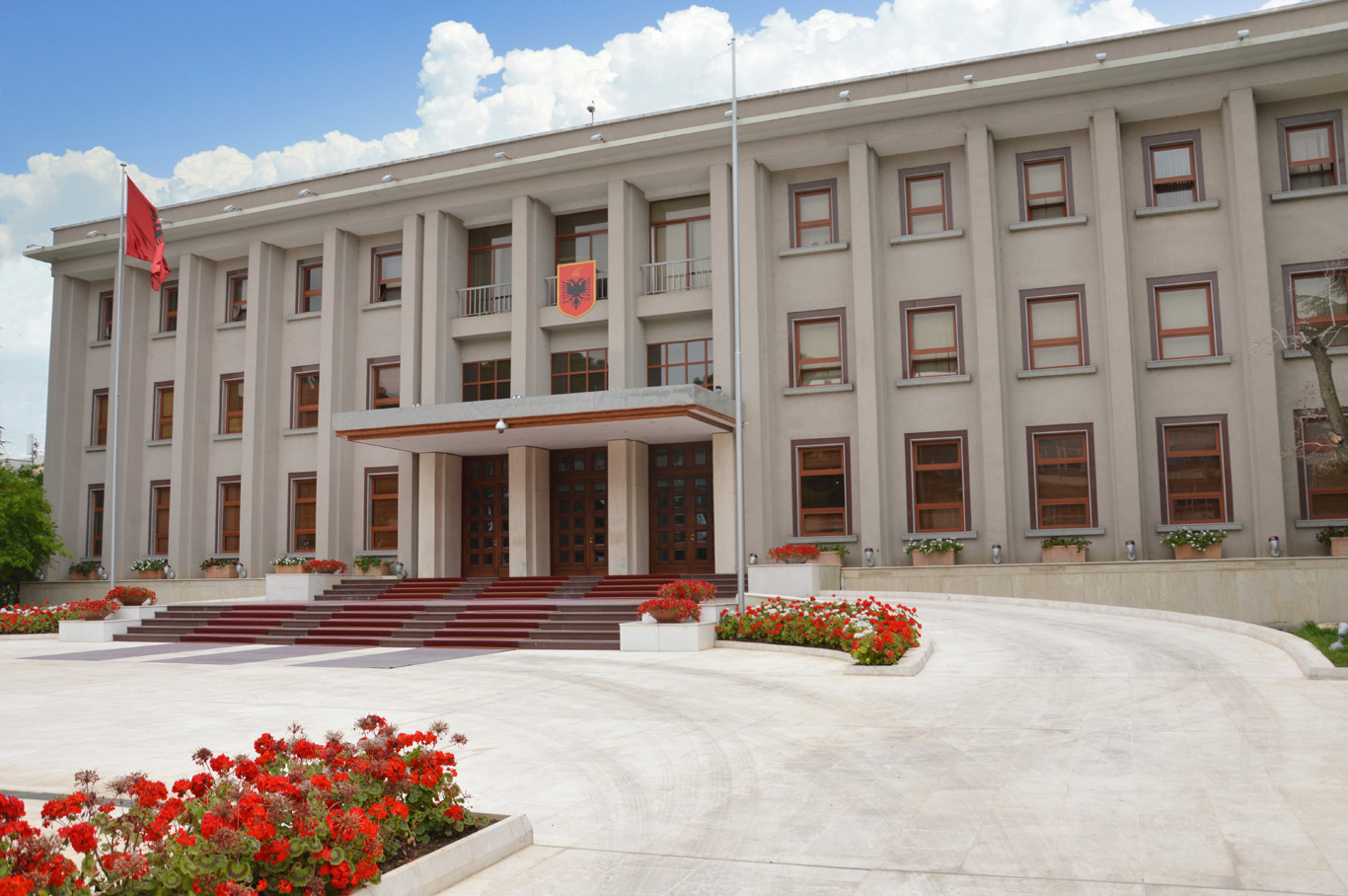
Sede do gabinete presidencial em Tirana.

## Lista de presidentes da Albânia
Legenda:
     Sem partido
     Partido Conservador
     Partido Trabalhista
     Partido Socialista
     Partido Democrata
     Movimento Socialista pela Integração
     Presidente em exercício

| N.º | Retrato | Presidente       | Início do mandato      | Fim do mandato        | Partido                              |
| --- | ------- | ---------------- | ---------------------- | --------------------- | ------------------------------------ |
| 1   |         | Ahmet Zog        | 1 de fevereiro de 1925 | 1 de setembro de 1928 | Partido Conservador                  |
| 2   |         | Ramiz Alia       | 30 de abril de 1991    | 3 de abril de 1992    | Partido Trabalhista                  |
| –   |         | Kastriot Islami  | 3 de abril de 1992     | 6 de abril de 1992    |                                      |
| –   |         | Pjetër Arbnori   | 6 de abril de 1992     | 9 de abril de 1992    |                                      |
| 3   |         | Sali Berisha     | 9 de abril de 1992     | 24 de julho de 1997   | Partido Democrata                    |
| –   |         | Skënder Gjinushi | 24 de julho de 1997    | 24 de julho de 1997   |                                      |
| 4   |         | Rexhep Meidani   | 24 de julho de 1997    | 24 de julho de 2002   | Partido Socialista                   |
| 5   |         | Alfred Moisiu    | 24 de julho de 2002    | 24 de julho de 2007   | Independente                         |
| 6   |         | Bamir Topi       | 24 de julho de 2007    | 24 de julho de 2012   | Partido Democrata                    |
| 7   |         | Bujar Nishani    | 24 de julho de 2012    | 24 de julho de 2017   | Partido Democrata                    |
| 8   |         | Ilir Meta        | 24 de julho de 2017    | 24 de julho de 2022   | Movimento Socialista pela Integração |
| 9   |         | Bajram Begaj     | 24 de julho de 2022    | Presente              | Independente                         |